# Arbori
Arbori település Franciaországban, Corse-du-Sud megyében. Lakosainak száma 51 fő (2022. január 1.). Arbori Murzo, Ambiegna, Arro, Coggia, Lopigna, Rosazia és Vico községekkel határos.

## Népesség
A település népességének változása:
| Lakosok száma | 140  | 92   | 62   | 68   | 60   | 54   | 54   | 55   | 54   | 51   |
|               | 1968 | 1982 | 1990 | 2006 | 2011 | 2016 | 2017 | 2019 | 2020 | 2022 |